# Bienalsur
La Biennal Internacional d'Art Contemporani del Sud (BIENALSUR) és una biennal d'art organitzada per la Universitat Nacional de Tres de Febrer (UNTREF) i la Unió de Nacions Sud-americanes (Unasur), la biennal es desplega des del MUNTREF a Buenos Aires a seus a diverses ciutats de tots els continents, afavorint el desenvolupament i la integració de l'art dels països del Sud.
El director general és Aníbal Jozami, rector de la UNTREF, i Diana Wechsler com a directora artístico-acadèmica, A qui se suma un consell internacional de curadoría i equips de curadors i de productors locals i internacionals.2
La primera edició es va dur a terme el 2017 i va involucrar, a més de 80 seus expositives a 34 ciutats de 16 països, l'obra de 400 artistes i curadors. A la segona edició es van ampliar les seus a 112 a 21 països i la participació va ascendir a 800 artistes i curadors.
Els processos bianuals inclouen obres i projectes, resultat de convocatòries obertes internacionals, amb propostes específiques i inèdites, més artistes clau convidats per l'organització. El Consell Internacional de Curaduría de BIENALSUR cerca patrons comuns en els projectes presentats, sobre els quals es tracen els eixos curatorials de cada edició, atenent així que els temes sorgeixin de la recurrència dins del conjunt total de propostes. Alguns d'aquests eixos han estat Consciència Ecològica, Maneres d'Habitar, Polítiques de l'Art, Trànsits i Migracions, Constel·lacions Fluïdes, Qüestions de Gènere, Memòries i Oblits i Maneres de Veure, entre d'altres. Les exposicions es realitzen a diferents museus, centres culturals i espais públics, essent un dels objectius principals obrir perspectives per a la reflexió i el desenvolupament de l'art contemporani.